# 玉利かおる
玉利 かおる（たまり かおる、1961年7月15日 ）は日本のキャスター、フリーアナウンサー、ラジオパーソナリティ、歌手。山梨県生まれ熊本県出身。血液型はAB型。カロスエンターテイメント所属。

## 来歴・人物
元近畿日本ツーリスト沖縄キャンペーンガール、ミスニコン。熊本大学卒業後、タレントユニオン所属のフリーアナウンサーとなる。『さわやかトゥデイ』『やじうまワイド』（共にテレビ朝日）のキャスターを7年半務めたほか、同局『トゥナイト』司会として、1年間出演。その後はNHK-FM『歌謡ジャーナル』、同ラジオ第1放送『地球ラジオ』や、特番など、NHKなどのラジオパーソナリティを20年担当。2001年には歌手としてもデビューした。2002年に結婚。この間ワイエムオフィス、オスカープロモーション、セント・フォース、ニチエンプロダクションを経てカロスエンターテインメントに所属。

## 出演番組
テレビ
報道・情報ワイドショー番組
| 期間       | 期間      | 番組名                         | 役職         |
| ---------- | --------- | ------------------------------ | ------------ |
| 1987年10月 | 1988年9月 | さわやかトゥデイ（テレビ朝日） | 司会         |
| 1987年10月 | 1992年9月 | やじうまワイド（テレビ朝日）   | 司会         |
| 1993年4月  | 1994年3月 | トゥナイト（テレビ朝日）       | アシスタント |
| 1994年4月  | 1994年9月 | モーニングEye（TBS）           | コーナー司会 |
| 1997年4月  | 1998年3月 | やじうまサタデー（テレビ朝日） | 司会         |

その他
- ホットレポート千葉（フジテレビ、1987年4月 - 1988年3月）：レポーター
- テレボンマルシェ（テレビ朝日、1995年 - 1997年）：司会
- ワインの誘惑（BS朝日）キャスター
- 健やか倶楽部・情報局（独立U局他、地方各局）：キャスター
- 健康花マルTV（テレビ東京）キャスター
- スーパーTCと行く世界紀行&浪漫飛行（旅チャンネル）：キャスター
- ぷらっとCM：キャスター役
- 女事件記者立花圭子（テレビ朝日、ドラマ）：キャスター役
- クイズ!脳ベルSHOW（BSフジ）：ゲスト（2017年、2018年、2020年、2025年）
- 農水省　鳥インフルエンザ、BSE キャスター
- 警視庁　犯罪被害者給付制度　キャスター
- 総務省データサイエンス入門：キャスター（2017年）
- 爆報！ザ・フライデー　ゲスト(TBS)(2015年)
- 世界魅力発見旅（BSフジ）：ナレーター（2018年2019年2020年）
- 家族の笑顔：キャスター（2018年 - 2020年）
- face(BS11)キャスター(2009年)

ラジオ
- 歌謡ジャーナル（NHK-FM））：キャスター
- 地球ラジオ（NHK第1・NHK国際放送・NHK-FM））：キャスター
- 歌謡スクランブル（NHK-FM））：キャスター
- NHK　第一放送　世界長寿食紀行　キャスター
- NHKFM私の歌謡史10時間生放送　キャスター
- NHKFM フォークの時代13時間生放送　キャスター
- NHKFM ソングス稲垣潤一特集　キャスター

その他
- 近畿日本ツーリスト沖縄キャンペーンガール
- ミスニコン
- 美容室tayaグループキャンペーンモデル
- 徳間ジャパンよりアルバム'バングルバングルの月'発売(2002年)
- ゴマbooksより、'失敗しないオンラインでの伝え方'発売(2021年)など